# West Ryder Pauper Lunatic Asylum
West Ryder Pauper Lunatic Asylum è il terzo album in studio del gruppo musicale britannico Kasabian, pubblicato il 5 giugno 2009.
L'album ha vinto i premi come miglior album e miglior artwork dell'anno agli NME Awards 2010.

## Pubblicazione
L'album, prodotto da Dan the Automator, è stato pubblicato il 5 giugno 2009, debuttando subito al primo posto della classifica britannica.
Il primo singolo estratto dall'album è stato il fortunato Fire (terzo posto nella Official Singles Chart), seguito da Where Did All the Love Go? e Underdog. Il 15 febbraio 2010 viene pubblicato come singolo anche Vlad the Impaler, precedentemente reso disponibile per il download gratuito dal 31 marzo al 3 aprile 2009, prima dell'uscita dell'album.
L'8 giugno 2009 viene pubblicata in Europa un'edizione limitata dell'album, contenente un doppio DVD con alcuni estratti da due concerti della band e dei contenuti speciali, tra cui il making of del video di Vlad the Impaler. In Giappone è stata invece pubblicata un'altra edizione limitata con tre tracce bonus e un DVD contenente parte dell'esibizione della band all'iTunes Festival del 2009.

## Stile e influenze
L'album rappresenta una notevole crescita stilistica dei Kasabian, che si distaccano dai loro classici brani tra l'indie e l'elettronica per passare a un suono più psichedelico e sperimentale. Mentre le prime due tracce, Underdog e Where Did All the Love Go?, mostrano rispettivamente una l'influenza elettronica e l'altra quella psichedelica tipiche della band, quasi il resto dell'album è corredato da spunti "revival western" e melodie quasi inedite per la band; ne è esempio West Ryder Silver Bullet (che vede la partecipazione come cantante ospite dell'attrice Rosario Dawson), vagamente riconducibile a una colonna sonora western. Tuttavia sono presenti anche le influenze britpop e indie dei Beatles e degli Oasis che hanno caratterizzato da sempre la band, come in Ladies and Gentleman, Roll the Dice e Happiness. Vlad the Impaler è sicuramente il brano più controverso dell'album e presenta una forte influenza elettronica, al contrario del resto dell'album, mentre Fire, una delle canzoni di maggior successo del gruppo, è un misto di indie rock e atmosfere country e alternative.
Nell'album sono presenti due campionamenti: West Ryder Silver Bullett contiene un estratto dal film Sans Soleil, mentre Secret Alphabet presenta delle parti strumentali del brano popolare Sakura Sakura, prese della versione di Helmut Zacharias.

## Tracce
Testi e musiche di Sergio Pizzorno, eccetto dove indicato.
1. Underdog – 4:37
2. Where Did All the Love Go? – 4:17
3. Swarfiga – 2:18
4. Fast Fuse – 4:10
5. Take Aim – 5:23
6. Thick as Thieves – 3:06
7. West Ryder Silver Bullet (feat. Rosario Dawson) – 5:15
8. Vlad the Impaler – 4:44
9. Ladies and Gentlemen, Roll the Dice – 3:33
10. Secret Alphabets – 5:07 (Sergio Pizzorno, Helmut Zacharias)
11. Fire – 4:13
12. Happiness – 5:16

Tracce bonus nell'edizione giapponese
1. Runaway (Live) – 4:09 (Del Shannon, Max Crook)
2. Cunny Grope Lane – 3:12
3. Road Kill Café – 2:39

CD bonus nell'edizione giapponese
1. Shoot the Runner (Live at iTunes Festival) – 5:16 (musica: Sergio Pizzorno, Christopher Karloff)
2. Empire (Live at iTunes Festival) – 4:08
3. Stuntman (Live at iTunes Festival) – 5:32 (musica: Sergio Pizzorno, Christopher Karloff)
4. The Doberman (Live at iTunes Festival) – 6:02
5. Club Foot (Live at iTunes Festival) – 4:49 (musica: Sergio Pizzorno, Christopher Karloff)
6. L.S.F. (Live at iTunes Festival) – 7:55 (musica: Sergio Pizzorno, Christopher Karloff)

DVD nell'edizione speciale
1. Processed Beats (Live at Union Chapel) – 4:05 (musica: Sergio Pizzorno, Christopher Karloff)
2. Black Whistler (Live at Union Chapel) – 4:00
3. I.D. (Live at Union Chapel) – 3:59 (musica: Sergio Pizzorno, Christopher Karloff)
4. Me Plus One (Live at Union Chapel) – 3:06
5. Doberman (Live at Union Chapel) – 5:12 (musica: Sergio Pizzorno, Christopher Karloff)
6. Runaway (Live at Union Chapel) – 3:45 (Del Shannon, Max Crook)
7. Fast Fuse (Live at Royal Albert Hall) – 4:06
8. Thick as Thieves (Live at Royal Albert Hall) – 3:26
9. Club Foot (Live at Royal Albert Hall) – 4:44 (musica: Sergio Pizzorno, Christopher Karloff)
10. L.S.F. (Live at Royal Albert Hall) – 7:23 (musica: Sergio Pizzorno, Christopher Karloff)

Tracce bonus nell'edizione tour australiana
1. Julie & the Moth Man
2. Where Did All the Love Go?
3. Burns Remix
4. Vlad the Impaler (Zane Lowe Remix)
5. Take Aim (Dan the Automator Remix feat. Quannum Mc's)

DVD bonus nell'edizione tour australiana
1. Underdog (Live at T4)
2. Where Did All the Love Go? (Live at T4)
3. Thick as Thieves (Live at T4)
4. Fire (Live at T4)
5. Club Foot (Live at T4) (musica: Sergio Pizzorno, Christopher Karloff)
6. Empire (Live at T4) (musica: Sergio Pizzorno, Christopher Karloff)
7. Vlad the Impaler (Music Video)
8. Underdog (Music Video – International Version)
9. Fire (Music Video)
10. Where Did All the Love Go? (Music Video)
11. Underdog (Musica Video – UK Version)

## Formazione
Kasabian
- Tom Meighan – voce
- Sergio Pizzorno – voce, chitarra, tastiera, sintetizzatore, programmazione, arrangiamenti orchestrali
- Chris Edwards – basso
- Ian Matthews – batteria, percussioni

Altri musicisti
- Dan the Automator – programmazione aggiuntiva
- Rosario Dawson – voce in West Ryder Silver Bullet
- Jay Mehler – chitarra aggiuntiva in Underdog, Ladies and Gentlemen (Roll The Dice) e Happiness
- Tim Carter – chitarra aggiuntiva, tastiera aggiuntiva e percussioni in Where Did All the Love Go?, Take Aim, West Ryder Silver Bullet e Secret Alphabets
- Dan Ralph Martin – chitarra aggiuntiva in Fast Fuse, pianoforte in Happiness
- Ben Kealey – tastiera in Ladies and Gentlemen, Roll the Dice
- Rosie Danvers – direzione archi
- Wired Strings – archi in Where Did All the Love Go?, Take Aim, West Ryder Silver Bullet e Secret Alphabets

Produzione
- Dan the Automator – produzione
- Sergio Pizzorno – produzione
- Tim Carter – assistenza produzione
- Marc Senesac – missaggio
- Howie Weinberg – mastering
- Andrew Whiston – fotografia

## Classifiche
| Classifica (2009)         | Posizione massima |
| ------------------------- | ----------------- |
| Australia                 | 11                |
| Austria                   | 56                |
| Belgio (Vallonia)         | 94                |
| Francia                   | 30                |
| Giappone                  | 11                |
| Grecia                    | 48                |
| Irlanda                   | 4                 |
| Nuova Zelanda             | 23                |
| Paesi Bassi               | 85                |
| Regno Unito               | 1                 |
| Spagna                    | 92                |
| Stati Uniti               | 126               |
| Stati Uniti (independent) | 26                |
| Stati Uniti (rock)        | 49                |
| Svizzera                  | 27                |